# Дзалли
„Дзалли“ ООД е българско предприятие за производство на долно облекло в Габрово, част от италианската група „Калцедония“.
Основано е през 2001 година и произвежда бельо, тениски, блузи и клинове под марките Intimissimi, Tezenis и Calzedonia в три обособени цеха в различни части на Габрово. Към 2017 година е най-големият производител на облекло в България, както и второ по обем на продажбите предприятие в града след търговеца на компютърна техника „Поликомп“. През 2022 година има 985 служители и приходи за 209 милиона лева.